# Schlund+Partner
Schlund+Partner war ein deutscher Internet-Provider mit Sitz in Karlsruhe.

## Geschichte
Die Gesellschaft wurde im August 1995 von Rainer Schlund, Bernd Rausch und der Gauger, Hamm + Partner GmbH gegründet. Geschäftsführer waren Schlund und Andreas Gauger. 1996 wurde sie in die Schlund+Partner GmbH & Co. KG überführt, mit der Schlund+Partner Verwaltungs GmbH als Komplementärin. Im Zuge dessen kamen weitere Kommanditisten dazu.
Im August 1998 fand eine Umwandlung im Unternehmen statt. Die Gründer der Aktiengesellschaft waren Rainer Schlund, Andreas Gauger und Jörg Hennig sowie die Inhaber der Firma RWS2 GbR, Alexander Rösner, Achim Weiss und Eric Schätzlein. Zeitgleich zeichnete die 1&1 Internet AG (damals noch 1&1 Telekommunikation GmbH) eine Beteiligung in Höhe von 66 Prozent, die dann bis zum Jahr 2000 auf 100 Prozent aufgestockt wurde. Damit hat 1&1 bzw. United Internet das Unternehmen Schlund+Partner vollständig übernommen.
Zunächst waren Rainer Schlund, Andreas Gauger, Alexander Rösner und Achim Weiss Vorstände der Schlund+Partner AG. Den Aufsichtsrat stellten Kurt Dobitsch (Vorsitzender), Manfred Bähr und Ralph Dommermuth. Nach dem Ausscheiden von Rainer Schlund 2001 und Alexander Rösner 2002 wurden Kirsten Haynberg, Jörg Hennig, Eric Schätzlein und Achim Weiss in den Vorstand berufen. Der Aufsichtsrat bestand aus Norbert Mauer (Vorsitzender), Thomas Zimmer und Markus Huhn.
Die Schlund+Partner AG ging mit Wirkung zum 1. Januar 2007 vollständig in der 1&1 Internet AG auf.

## Standorte
Der erste Unternehmenssitz befand sich in der Erbprinzenstraße 1, an dessen Stelle sich heute das ECE-Einkaufszentrum Ettlinger Tor befindet. Das erste Rechenzentrum befand sich um die Ecke unter der Turnhalle einer Schule und ist ebenfalls dem Bau des ECE-Einkaufszentrums gewichen. Durch wachstumsbedingten Platzmangel wurde übergangsweise zusätzlich Bürofläche in der Hebelstraße 15 angemietet, danach wurde die Erbprinzenstraße 4–12 (IHK – Haus der Wirtschaft) bezogen, bis ein genügend großes Büroareal in der Brauerstraße 48 gefunden wurde.

## Beteiligungen
Im November 1998 hat Schlund+Partner als alleiniger Gesellschafter die 1&1 puretec GmbH gegründet, deren Geschäftsführer Alexander Rösner war. Der Geschäftsbereich WebAuto wurde im November 1999 in die WebAuto GmbH, eine vollständige Tochter von United Internet, ausgegründet und im Mai 2000 in die car4you Holding AG eingebracht. Schlund+Partner war ein Gründungsmitglied der DENIC und von Afilias, den Vergabestellen für .de- und .info-Domains.